# Piper cuyunianum
Piper cuyunianum är en pepparväxtart som beskrevs av J.A. Steyermark. Piper cuyunianum ingår i släktet Piper och familjen pepparväxter. Inga underarter finns listade i Catalogue of Life.